# Ashley Rickards
Ashley Nicole Rickards (ur. 4 maja 1992 w Sarasocie) – amerykańska aktorka.

## Życiorys
Ashley Nicole Rickards jest amerykańską aktorką. Ukończyła szkołę średnią w wieku 15 lat, a obecnie jest członkiem MENSA. Wystąpiła w wielu filmach i programach telewizyjnych. Sławę przyniosła jej rola Jenny Hamilton. Ashley jest również członkiem projektu Futures Somaly Mam Foundation, która działa na rzecz zapobiegania handlu ludźmi i niewolnictwa seksualnego głównie w południowo-wschodniej Azji, ale i na całym świecie. W wolnym czasie Ashley pisze poezję, scenariusze i opowiadania.

## Filmografia
- 2006: Wszyscy nienawidzą Chrisa jako dziewczynka
- 2007: CSI: Kryminalne zagadki Nowego Jorku jako młoda Lindsay Monroe
- 2007: Zoey 101 jako Molly Talbertsen
- 2007: Brzydula Betty jako Sharra (odcinki A League of Their Own i Grin and Bear It)
- 2008: Ekipa jako Candice
- 2008-09: Pogoda na miłość jako Samantha "Sam" Walker
- 2011-16: Inna jako Jenna Hamilton
- 2011: American Horror Story jako Chloe
- 2016-17, 2021-22: Flash jako Rosalind Dillion
- 2017: Bunt wyrzutków jako Virginia
- 2020: Smiley Face Killers jako Alana